# Charlotte (Schiff, 1784)
Die Charlotte war ein Sträflingstransporter der First Fleet, also der ersten englischen Siedlerflotte in Australien mit einer Verdrängung von 345 Tonnen. Gebaut wurde das Segelschiff 1784 an der Themse. Das Schiff, das unter dem Kommando von Thomas Gilbert fuhr, musste in den ersten Tagen der Reise in den Ärmelkanal geschleppt werden. Der Schiffsarzt an Bord war John White, der spätere General-Chirurg von New South Wales.
Die Charlotte verließ Portsmouth am 13. Mai 1787, an Bord achtundachtzig männliche und zwanzig weibliche Strafgefangene, unter ihnen James Squire, James Bloodsworth, James Underwood und die später berühmte Mary Bryant. Sie erreichte Port Jackson am 26. Januar 1788, von wo sie am 6. Mai mit dem Ziel China wieder auslief, um dort im Auftrag der Britischen Ostindien-Kompanie Tee zu laden. Bei ihrer Rückkehr nach England am 28. November 1789 wurde das Schiff an eine Firma verkauft, die es auf der Route London – Jamaika einsetzte. Im November 1818 ging das Schiff bei Neufundland verloren.

## Filme
- Das Vermächtnis der Tempelritter – „Das Geheimnis liegt in der Charlotte“ – bezieht sich auf dieses Schiff und stellt die Vermutung auf, dass es im Polarkreis gestrandet ist. Die Meerschaumpfeife, die im Laderaum gefunden wird, agiert als ein Schlüssel und passt in den Abdruck innerhalb der falschen Schatzkammer – von dort geht es jedoch weiter in die richtige Schatzkammer. Das Geheimnis von Charles Carroll liegt im Innern der Charlotte.